# Otto Trötscher
Otto Trötscher (* 1. September 1918 in Reichenberg, Österreich-Ungarn; † 17. Juni 2008 in Berlin) war ein deutscher Politiker (KPTsch/SED), Widerstandskämpfer gegen das NS-Regime und Journalist. 

## Leben
Trötscher, Sohn eines Schriftsetzers, besuchte die Volks- und Bürgerschule. Er absolvierte eine Lehre zum Zahntechniker und war anschließend im Beruf tätig. 
1924 wurde er Mitglied bei den Jungen Pioniere, 1932 im Kommunistischen Jugendverband der Tschechoslowakei. 1936 trat er in die Kommunistische Partei der Tschechoslowakei (KPTsch) ein. Nach der Besetzung der Sudetengebiete betätigte sich Trötscher illegal in Reichenberg. Nach Beginn des Zweiten Weltkrieges wurde er 1939 zum Kriegsdienst bei der Wehrmacht eingezogen. Am 29. Dezember 1941 lief er bei Feodossija auf der Krim zur Roten Armee über. Nach dem Besuch einer Antifa-Schule erfolgte sein Fronteinsatz in der Roten Armee für das Nationalkomitee „Freies Deutschland“. 
1947 ging Trötscher in die SBZ und wurde Mitglied der SED. Trötscher war als Journalist bei zahlreichen Zeitungen und Zeitschriften tätig: 1947/48 war er zunächst Redakteur beim Nacht-Express, dann 1948/1949 Leiter der Lokalredaktion des Neuen Deutschland  sowie 1949/1950 Chef vom Dienst der Zeitschrift Friedenspost. 1950/1951 war er Chefredakteur der Zeitschrift Blick nach Polen und 1952/1953 Redakteur und Leiter der Abteilung Außenpolitik der Berliner Zeitung. 1953 trat er in die Deutsche Volkspolizei ein und war von 1953 bis 1957 stellvertretender Chefredakteur, dann Chefredakteur der Zeitschrift Der Grenzpolizist. Zwischen 1953 und 1957 absolvierte Trötscher ein Fernstudium an der Fakultät für Journalistik der Karl-Marx-Universität Leipzig.
Von 1957 bis 1986 war er Mitarbeiter bzw. Sektorenleiter der Abteilung Sicherheit des ZK der SED sowie Chefredakteur des Mitteilungsblattes der Kampfgruppen Der Kämpfer. Er hatte den Rang eines Obersten der Volkspolizei und wurde 1984 pensioniert.

## Auszeichnungen
- 1965 Vaterländischer Verdienstorden in Bronze
- 1968 VVO in Silber
- 1974 Orden Banner der Arbeit Stufe I
- 1978 VVO in Gold
- 1985 Medaille „40. Jahrestag des Sieges im Großen Vaterländischen Krieg 1941–1945“[2]
- 1988 Ehrenspange zum Vaterländischen Verdienstorden in Gold (1988)